# Председник Казахстана
Председник Републике Казахстан (каз. Қазақстан Республикасының Президенті; рус. Президент Республики Казахстан) је шеф државе Републике Казахстан и врховни командант Оружаних снага Републике Казахстан . Председник је носилац највише функције у Републици Казахстан . Овлашћења овог положаја су описана у посебном делу Устава Казахстана.

## Списак
| Портрет | Име и презиме        | Почетак функције   | Крај функције  | Партија                | Избори |
| ------- | -------------------- | ------------------ | -------------- | ---------------------- | ------ |
|         | Нурсултан Назарбајев | 16. децембар 1990. | 20. март 2019. | Нур Отан сада (Аманат) | 1991   |
| 1999    | Нурсултан Назарбајев | 16. децембар 1990. | 20. март 2019. | Нур Отан сада (Аманат) |        |
| 2005    | Нурсултан Назарбајев | 16. децембар 1990. | 20. март 2019. | Нур Отан сада (Аманат) |        |
| 2011    | Нурсултан Назарбајев | 16. децембар 1990. | 20. март 2019. | Нур Отан сада (Аманат) |        |
| 2015    | Нурсултан Назарбајев | 16. децембар 1990. | 20. март 2019. | Нур Отан сада (Аманат) |        |
|         | Касим Жомарт Токајев | 20. март 2019.     | Тренутно       | Аманат                 | -      |
| 2019    | Касим Жомарт Токајев | 20. март 2019.     | Тренутно       | Аманат                 |        |
| 2022    | Касим Жомарт Токајев | 20. март 2019.     | Тренутно       | Аманат                 |        |